# Dogneville
Dogneville – miejscowość i gmina we Francji, w regionie Grand Est, w departamencie Wogezy.
Według danych na rok 1990 gminę zamieszkiwały 1313 osoby, a gęstość zaludnienia wynosiła 115 osób/km² (wśród 2335 gmin Lotaryngii Dogneville plasuje się na 302. miejscu pod względem liczby ludności, natomiast pod względem powierzchni na miejscu 507.).